# Carlos Peucelle
Carlos Desiderio Peucelle (né le 13 septembre 1908 ; mort le 1er avril 1990) était un footballeur argentin d'ascendance française.

## Biographie
Il jouait attaquant à River Plate (307 matches et 113 buts entre 1931 et 1941) et en équipe d'Argentine avec laquelle il a disputé la première coupe du monde en 1930, une compétition où il inscrit trois buts et participe à la finale perdue contre l'Uruguay.
Il obtiendra le surnom d'El Primer Millonario (le premier millionnaire), en raison du prix très élevé pour l'époque (35 000$) de son transfert à River Plate.

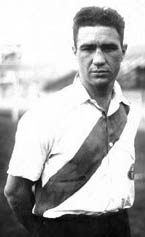
Peucelle sous le maillot de Club Atlético River Plate.

## Palmarès

### Club
| Saison | Club        | Titre                      |
| ------ | ----------- | -------------------------- |
| 1932   | River Plate | Primera División Argentina |
| 1936   | River Plate | Primera División Argentina |
| 1937   | River Plate | Primera División Argentina |
| 1941   | River Plate | Primera División Argentina |

### International
| Saison | Équipe    | Titre        |
| ------ | --------- | ------------ |
| 1929   | Argentine | Copa América |
| 1937   | Argentine | Copa América |